# أمالي أرينا
أمالي أرينا (بالإنجليزية: Amalie Arena) هي ساحة متعددة الأغراض في تامبا بولاية فلوريدا، وقد تم استخدامها لهوكي الجليد وكرة السلة وكرة القدم والحفلات الموسيقية وغيرها من الأحداث.